# 日本の丘陵一覧
日本の丘陵一覧（にほんのきゅうりょういちらん）は、日本の丘陵の一覧である。

## 北海道地方
- 宗谷丘陵
- 白糠丘陵
- 馬追丘陵

## 東北地方

### 青森県
- 下北丘陵

### 宮城県
- 陸前丘陵
  - 築館丘陵
  - 篦岳丘陵
  - 旭山丘陵
  - 大松沢丘陵
  - 松島丘陵
  - 七北田丘陵
  - 蕃山丘陵
  - 青葉山丘陵
  - 高館丘陵
  - 愛島丘陵

### 福島県
- 白河丘陵
- 相双丘陵
- 常磐丘陵

## 関東地方

### 栃木県
- 高久丘陵
- 塩那丘陵（喜連川丘陵）
- 宇都宮丘陵

### 群馬県
- 八王子丘陵（鹿田山丘陵・茶臼山丘陵・金山丘陵）

### 埼玉県
- 狭山丘陵
- 加治丘陵
- 岩殿丘陵（比企南丘陵、物見山丘陵）
- 吉見丘陵
- 比企丘陵（比企北丘陵）
- 児玉丘陵
- 松久丘陵
- 毛呂山丘陵
- 高麗丘陵
- 吉田丘陵
- 尾田蒔丘陵
- 羊山丘陵

### 千葉県
- 房総丘陵

### 東京都
- 多摩丘陵
- 加治丘陵
- 狭山丘陵
- 草花丘陵
- 加住丘陵
- 永山丘陵
- 青梅丘陵
- 霞丘陵

### 神奈川県
- 三浦丘陵
- 大磯丘陵
  - 高麗丘陵
  - 渋沢丘陵
  - 曽我丘陵
- 多摩丘陵

## 中部地方

### 新潟県
- 魚沼丘陵
- 東頸城丘陵

### 富山県
- 呉羽丘陵
- 射水丘陵
- 宝達丘陵
  - 二上丘陵

### 石川県
- 宝達丘陵
- 能美丘陵
- 奥能登丘陵

### 山梨県
- 曽根丘陵

### 静岡県
- 有度丘陵

### 愛知県
- 尾張丘陵
- 知多丘陵

## 近畿地方

### 滋賀県
- 水口丘陵

### 京都府
- 桃山丘陵

### 大阪府
- 千里丘陵
- 泉北丘陵
- 羽曳野丘陵

### 兵庫県
- 津名丘陵

### 奈良県
- 矢田丘陵
- 平城山丘陵
- 西ノ京丘陵

## 中国地方

### 広島県
- 備北丘陵

## 九州・沖縄地方

### 福岡県
- 福崎丘陵

### 佐賀県
- 八藤丘陵

### 熊本県
- 茶臼山丘陵

### 大分県
- 上野丘陵